# Floriano di Lorch
Floriano (... – Lorch, 4 maggio 304) era, secondo la tradizione agiografica un militare romano di stanza nel Norico, impegnato nella difesa del confine settentrionale dell'impero. In quanto cristiano, subì il martirio sotto l'impero di Diocleziano (284-305): è venerato come santo dalla Chiesa cattolica che ne fa memoria liturgica il 4 maggio.

## Agiografia
Secondo la Passio Sancti Floriani, Floriano era un veterano dell'esercito romano e ricopriva la carica di princeps offici a Cetia (presso l'odierna Kirchdorf an der Krems, in Austria), praticando in segreto la religione cristiana.
Durante le persecuzioni promosse da Diocleziano nel 304, saputo che a Lauriacum (oggi Lorch, un sobborgo di Enns) un gruppo di quaranta suoi correligionari era stato arrestato e condannato a morte, decise di raggiungerli e di condividere la loro sorte: giunto nella città, si consegnò ad un gruppo di ex commilitoni confessando la sua fede e, dopo essere stato interrogato e fatto torturare dal preside Aquilino, venne gettato nel fiume Anesius (Enns) con una macina di pietra legata al collo.
Il suo corpo venne raccolto dalla matrona Valeria e sepolto sul sito dove i vescovi di Passavia fecero erigere l'abbazia di Sankt Florian (Linz-Land) dei Canonici Regolari della Congregazione Lateranense Austriaca. Oggi questa abbazia è uno dei più celebri monumenti barocchi dell'Austria.
Morì a Lorch nel 304 d.C..

## Culto
Le reliquie di san Floriano vennero traslate a Roma nel 1138 e papa Lucio III (1181 - 1185) le inviò, tramite il vescovo Eusebio di Modena, in Polonia, presso il duca Casimiro II, che in suo onore fece erigere una chiesa a Cracovia.
Secondo la tradizione, da giovane, il santo estinse l'incendio di una casa con la preghiera; secondo un'altra tradizione simile ma differente, avrebbe spento un incendio usando solo un secchio d'acqua: è per questo considerato patrono dei pompieri (soprattutto in Austria) ed è invocato contro gli incendi e le alluvioni. 
Molto popolare in Baviera e nel Triveneto, è patrono dell'Alta Austria e della Polonia.
È compatrono della città di Jesi, nelle Marche, a cui sono intitolati una chiesa e il Palio di San Floriano. Anticamente, infatti, era il patrono della Respublica Æsina, costituita dai Castelli di Jesi, i quali dovevano presentare il palio e i tributi a Jesi ogni anno il 4 maggio durante la Festa di San Floriano.

## Altre immagini

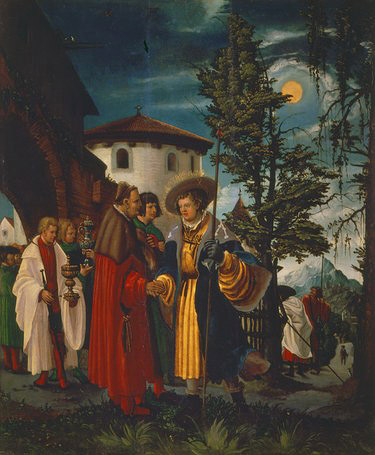
Albrecht Altdorfer, Il congedo di san Floriano, Firenze, Galleria degli Uffizi
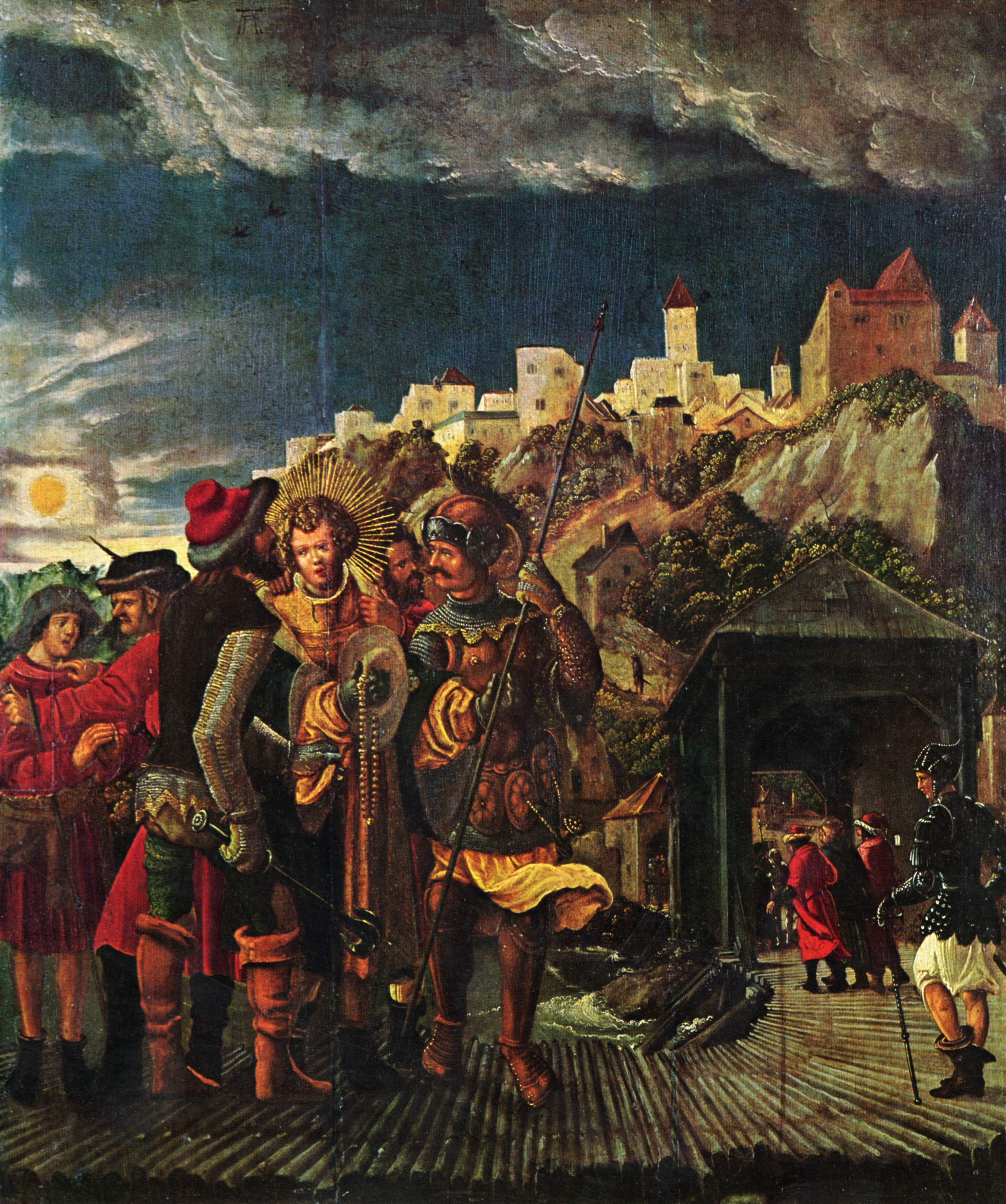
Albrecht Altdorfer, L'arresto di san Floriano, Norimberga, Germanisches Nationalmuseum
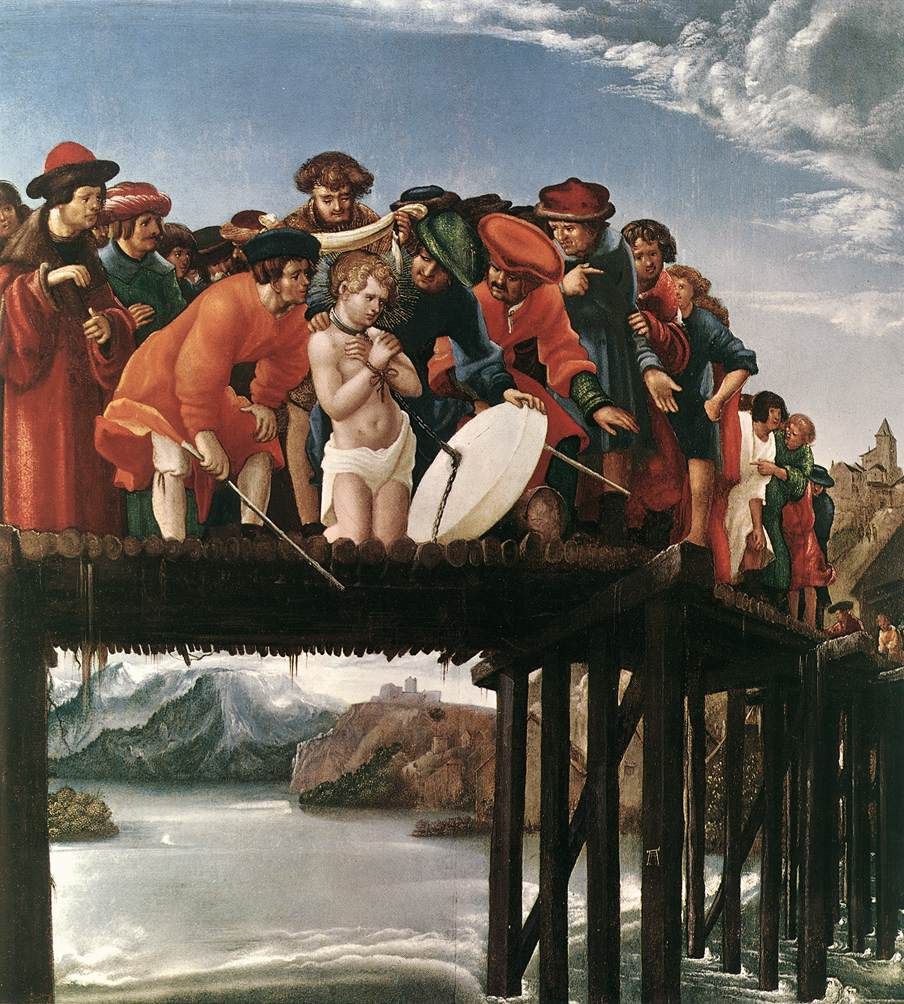
Albrecht Altdorfer, Il martirio di san Floriano, Firenze, Galleria degli Uffizi
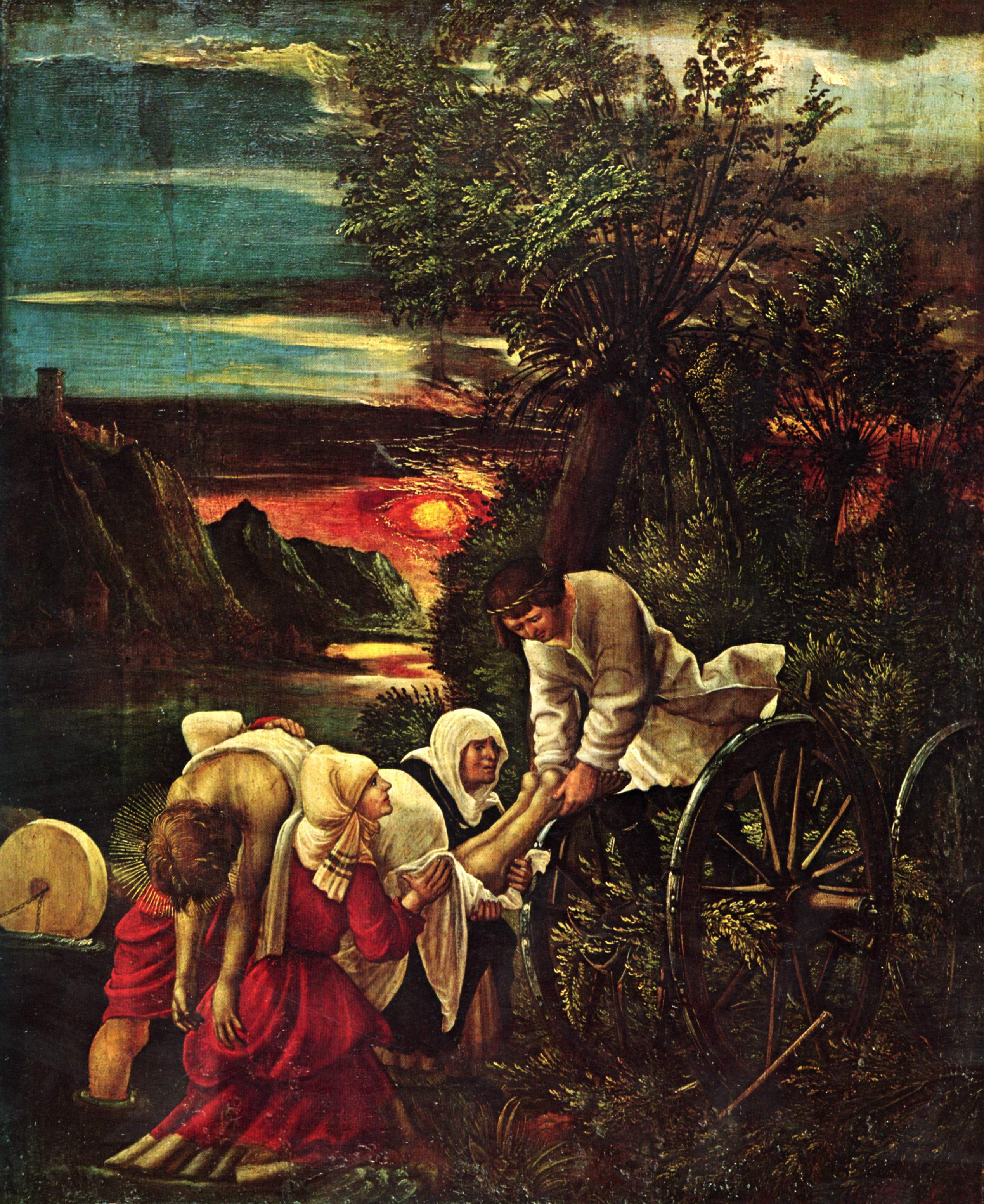
Albrecht Altdorfer, Il ritrovamento del corpo di san Floriano, Norimberga, Germanisches Nationalmuseum